# Sélim Azzazi
Sélim Azzazi est un monteur son et un réalisateur français né en 1975 à Lyon (Rhône).

## Biographie
Il fait ses études à l'École nationale supérieure Louis-Lumière, dont il sort diplômé en 1999.

## Filmographie (sélection)

### Son
- 2000 : Harrison's Flowers d'Élie Chouraqui
- 2001 : Vidocq de Pitof
- 2001 : Mortel Transfert de Jean-Jacques Beineix
- 2002 : Samouraïs de Giordano Gederlini
- 2002 : Le Boulet d'Alain Berbérian et Frédéric Forestier
- 2004 : Alexandre d'Oliver Stone
- 2004 : Double Zéro de Gérard Pirès
- 2004 : Terre et Cendres (Khakestar-o-khak) d'Atiq Rahimi
- 2005 : Les Chevaliers du ciel de Gérard Pirès
- 2006 : Les Brigades du Tigre de Jérôme Cornuau
- 2006 : Le Serpent d'Éric Barbier
- 2008 : Babylon A.D. de Mathieu Kassovitz
- 2009 : Micmacs à tire-larigot de Jean-Pierre Jeunet
- 2009 : Le Concert de Radu Mihaileanu
- 2009 : Joueuse de Caroline Bottaro
- 2010 : Les Aventures extraordinaires d'Adèle Blanc-Sec de Luc Besson
- 2011 : Or noir de Jean-Jacques Annaud
- 2011 : La Source des femmes de Radu Mihaileanu
- 2013 : L'Extravagant Voyage du jeune et prodigieux T. S. Spivet de Jean-Pierre Jeunet
- 2014 : The Search de Michel Hazanavicius
- 2014 : La Belle et la Bête de Christophe Gans
- 2015 : Un moment d'égarement de Jean-François Richet
- 2016 : Oppression (Shut In) de Farren Blackburn
- 2016 : L'Histoire de l'amour (The History of Love) de Radu Mihaileanu
- 2017 : Retour à Montauk (Rückkehr nach Montauk) de Volker Schlöndorff
- 2023 : Une année difficile de Éric Toledano et Olivier Nakache

### Réalisation
- 2016 : Ennemis intérieurs

## Distinctions

### Récompenses
- César 2010 : César du meilleur son pour Le Concert

### Nominations
- Oscar 2017 : Oscar du meilleur court métrage en prises de vues réelles pour Ennemis intérieurs